# 白亜右月
白亜右月（はくあ うげつ、男性）は、日本のイラストレーター。九州産業大学、中退。

## 来歴
絵を描くのは好きで、周りが電車や戦闘機を描いている中、ジャンボジェットばかり描くような子供だったという。小学校に上がり『機動戦士ガンダム』などのアニメや漫画にはまってから漫画家になりたいと考えるようになり、4コマ漫画を描くようになる。小学校高学年のころには『クリィミーマミ』のようなオリジナルのアイドルを描いており、名前や所属事務所などのプロフィールまで考えていた。中学生のころから意識して絵を描くようになる。
ゲームメーカーに勤める友人に誘われあるコンシューマゲームの原画を担当するが、白亜のイラストは全てその友人が描いたことになり、かなりの量を描いたにもかかわらずギャランティーは3万円、さらにゲームの企画は立ち消えとなる。だがこれをきっかけに絵描きへの道を踏み出し、PlayStation用ソフト『リングライズ』でキャラクター、世界設定、小物などのデザインを担当。同作品が本当のデビュー作となる。
2004年放送のテレビアニメ『爆裂天使』でキャラクター原案を担当、白亜の代表作となる。

## 作品

### テレビアニメ
- 爆裂天使（キャラクターデザイン原案）[2]
- 爆裂天使-INFINITY-（キャラクターデザイン原案）
- ドルアーガの塔 〜the Aegis of URUK〜（キャラクターデザイン原案）
- ドルアーガの塔 〜the Sword of URUK〜（キャラクターデザイン原案）

### 小説挿絵
- Dear My Ghostシリーズ（矢崎存美／著）
- みんなの賞金稼ぎ（池端亮／著）
- オイレンシュピーゲル（冲方丁／著）

### ゲーム
- リングライズ
- ロケットの夏
- サムライジュピター（途中降板）
- チェインクロニクル

### 画集
- flam boyant

### その他
- 蒼き新宿
- robot